# Gabara nivealis
Gabara nivealis là một loài bướm đêm trong họ Erebidae.